# San Lorenzo (San Marcos)
San Lorenzo – niewielka miejscowość na południowym zachodzie Gwatemali, w departamencie San Marcos. Według danych szacunkowych z 2012 roku liczba mieszkańców wynosiła 1 102 osób. 
San Lorenzo leży około 13 km na północny zachód od stolicy departamentu – miasta San Marcos. 
Leży na wysokości 2575 metrów nad poziomem morza,  w górach Sierra Madre de Chiapas. 
W San Lorenzo urodził się Justo Rufino Barrios, generał, późniejszy prezydent Gwatemali w latach 1883-1885.

## Gmina San Lorenzo
Miasto jest także siedzibą władz gminy o tej samej nazwie, która jest jedną z dwudziestu dziewięciu gmin w departamencie. W 2012 roku gmina liczyła 11 752 mieszkańców. Gmina jak na warunki Gwatemali jest mała, a jej powierzchnia obejmuje 25 km². Mieszkańcy gminy utrzymują się głównie z rolnictwa i turystyki.